# Zaborze (Oświęcim)
Zaborze ist eine Ortschaft mit einem Schulzenamt der Landgemeinde Oświęcim im Powiat Oświęcimski der Woiwodschaft Kleinpolen in Polen.

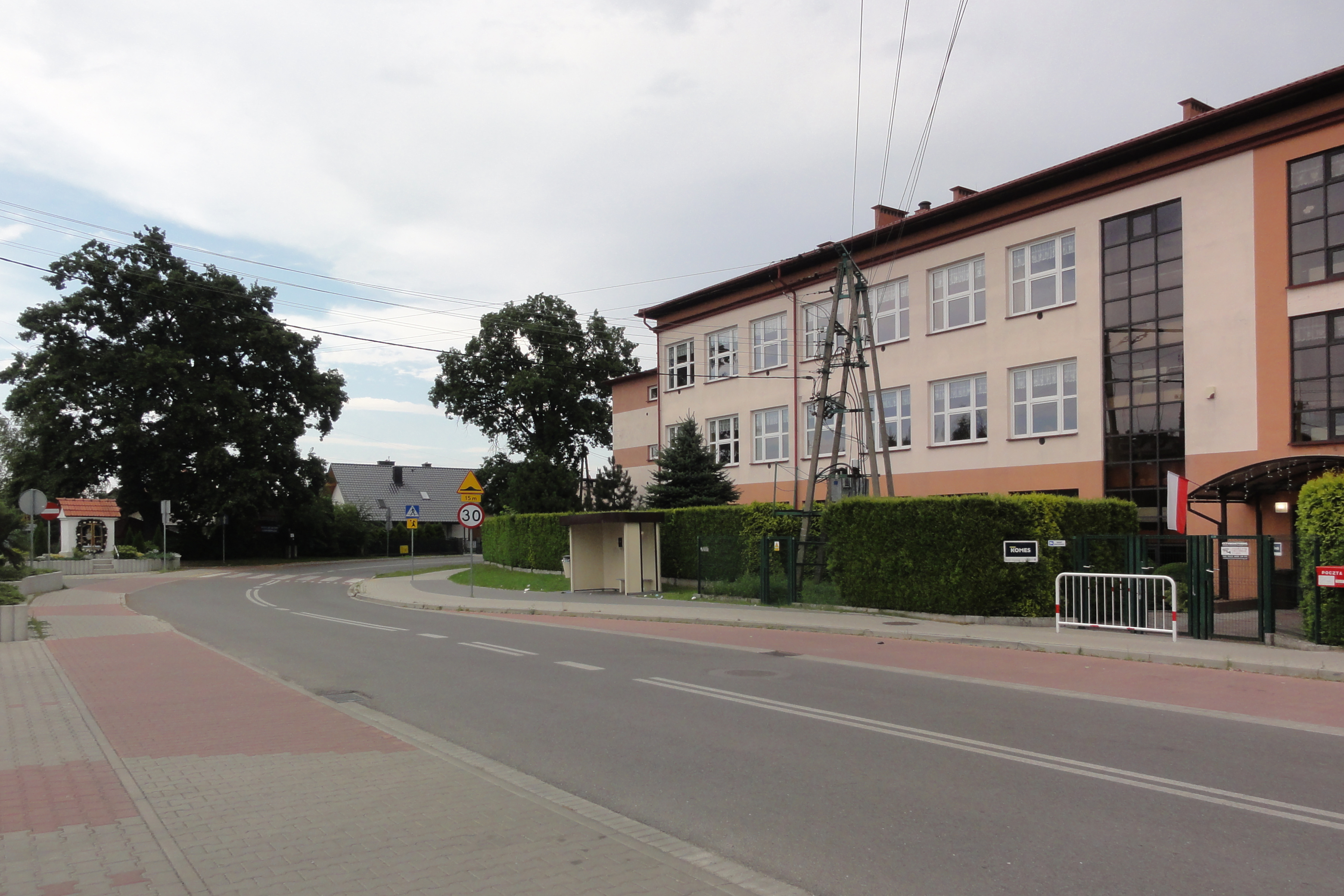
Mittelschule im Norden von Zaborze

## Geographie
Zaborze liegt im Auschwitzer Becken, südlich der Stadt Oświęcim. Die anderen Nachbarorte sind Poręba Wielka im Osten, sowie Grojec mit Łazy im Süden.

## Geschichte
Der Ort wurde am frühesten im Jahr 1272 erstmals urkundlich als metae Grambvssy (Grębusza Granice) erwähnt, weil im 18. Jahrhundert ein ähnlicher Flurname Niwa Grybuszowska dort auftauchte. Die alternative Identifizierung von Grambvssy ist Wilczkowice. Danach erschien der topographische Ortsname Podborze (der Ort unter dem Nadelwald) zunächst im späten 16. Jahrhundert. Der Ort gehörte zu der Pfarrei und den Gütern von Grojec im Kreis Schlesien der Woiwodschaft Krakau.
Bei der Ersten Teilung Polens kam Zaborze 1772 zum neuen Königreich Galizien und Lodomerien des habsburgischen Kaiserreichs (ab 1804). Ab 1782 gehörte das Dorf zum Myslenicer Kreis (1819 mit dem Sitz in Wadowice). Nach der Aufhebung der Patrimonialherrschaften bildete es ab 1850 eine Gemeinde im Bezirk Biała, später im Bezirk Oświęcim. In der Mitte des 19. Jahrhunderts wurde es von den Gütern von Grojec ausgegliedert. Die Besitzer waren Kornel Chwalibógs Erben, dann die Familie Czecz.
1918, nach dem Ende des Ersten Weltkriegs und dem Zusammenbruch der k.u.k. Monarchie, kam Zaborze zu Polen. Unterbrochen wurde dies durch die Besetzung Polens durch die Wehrmacht im Zweiten Weltkrieg.
Von 1975 bis 1998 gehörte Zaborze zur Woiwodschaft Bielsko-Biała.